# Chaska
Chaska ist eine Stadt im Carver County in Minnesota, Vereinigte Staaten. Das U.S. Census Bureau hat bei der Volkszählung 2020 eine Einwohnerzahl von 27.810 ermittelt. Chaska ist County Seat und wird im Song „I’ve Been Everywhere“ erwähnt, der durch Johnny Cash bekannt wurde. Die Guardian Angels Church ist eine katholische Kirche. Die Stadt verfügt über ein Gemeinschaftshaus und eine eigene Highschool.

## Geografie
Nach den Angaben des United States Census Bureaus hat die Stadt eine Fläche von 37,1 km², wovon 35,6 km² auf Land und 1,6 km² (= 4,25 %) auf Gewässer entfallen. Das Zentrum von Chaska liegt am Minnesota River.
U.S. Highway 212 und Minnesota State Route 41 führen durch das Stadtgebiet.

## Geschichte
Chaskas Geschichte zeugt vom Einfluss der indianischen Ureinwohner. Die ersten Einwohner waren die Errichter der Grabhügel, die sich am Stadtplatz befinden. Später waren die (allgemein auch als Sioux bekannten) Dakota die Hauptbewohner dieser Region. Das Zeitalter der schriftlichen Geschichtsüberlieferung beginnt in Chaska um 1769.
1776 erkundete Jonathan Carver das Land entlang dem Minnesota River und dokumentierte seine Reisen. Französisch-kanadische Pelzhändler nutzten Anfang des 19. Jahrhunderts die Wasserläufe für den Transport und handelt zu Beginn des 18. Jahrhunderts mit den Dakota. In dieser Zeit gründete Jean-Baptiste Faribault einen Handelsposten in Chaska, das damals Little Rapids hieß.
1851 ermöglichte der Vertrag von Traverse des Sioux offiziell die Niederlassung weißer Siedler in der Gegend. Einer der ersten Neuankömmlinge war Thomas Andrew Holmes, der im August 1851 den Anspruch auf 20 Acre stellte und damit die Fläche den künftigen Stadt bestimmte.
Der Name Chaska entstammt der Sprache der Dakota und wird oftmals einem erstgeborenen Sohn gegeben. Den Aufzeichnungen nach kaufte 1852 ein David L. Fuller das Land in Shaska (sic!) von Holmes. Im Jahr 1857 wurde die Stelle durch die Shaska Company gerodet und planiert. Im gleichen Jahr begann der Bau des ersten Corthouses des Carver Countys an der Stelle wo heute im Zentrum Chaskas sich das Postamt und die Bank befindet. Chaska wurde 1871 als Village eingetragen und erhielt 1891 eine Charta, mit der der Ort zur City erhoben wurde.
Da in Chaska Lehm von hoher Qualität existiert, entwickelte sich ab 1857 die Backstein-Produktion. Bis zu den 1880er Jahren hatte sich so Chaska zu einem Zentrum der Ziegelproduktion in Minnesota entwickelt. Die Backsteine wurden mit dem Schiff nach St. Paul transportiert. Obwohl die Stadt durch den Handel mit den Dampfschiffen aufblühte, führte erst der Bau der Minneapolis and St. Louis Railway 1873 zu einem Wachstumsschub.
Zu Beginn des 20. Jahrhunderts wurden andere Industriezweige gegründet. Dazu gehörten die Verarbeitung von Zuckerrüben, Konservenfabriken für Sauerkraut, Bohnen, Mais und Tomaten, Getreidemühlen und die Buttererzeugung.
Während der ersten Hälfte des 20. Jahrhunderts bewegte sich die Einwohnerzahl Chaskas um etwa 2000 Personen. In den 1950er Jahren begann die Stadt sich zu wandeln, als in der Umgebung von Minneapolis und St. Paul eine Urbanisierung einsetzte. In der Folge entstanden in Chaska neue Arbeitsplätze und neue Wohngebiete, die wiederum neue Einwohner in den Ort brachte.
Anfang 2005 annektierte die City of Chaska die noch gemeindefreien Gebiete der Chaska Township. Der Neubau eines autobahnähnlichen Abschnittes des U.S. Highway 212 führt durch Chaska. Er verbindet den Ort mit dem Zentrum der Twin Cities. Davon und von einer Expressbusverbindung erwartet sich die Stadtverwaltung ein weiteres Wachstum der Stadt.

## Demografische Daten
Zum Zeitpunkt des United States Census 2000 bewohnten Chaska 22.467 Personen. Die Bevölkerungsdichte betrug 633 Personen pro km². Es gab 6235 Wohneinheiten, durchschnittlich 175,3 pro km². Die Bevölkerung Chaskas bestand zu 93,71 % aus Weißen, 1,02 % Schwarzen oder African American, 0,28 % Native American, 1,67 % Asian, 0,01 % Pacific Islander, 2,18 % gaben an, anderen Rassen anzugehören und 1,13 % nannten zwei oder mehr Rassen. 5,81 % der Bevölkerung erklärten, Hispanos oder Latinos jeglicher Rasse zu sein. Von den Bewohnern waren 39,2 % deutscher, 12,6 % norwegischer, 8,7 % irischer und 5,1 % schwedischer Abstammung.
Die Bewohner Chaskas verteilten sich auf 6104 Haushalte, von denen in 47,2 % Kinder unter 18 Jahren lebten. 59,1 % der Haushalte stellten Verheiratete, 10,4 % hatten einen weiblichen Haushaltsvorstand ohne Ehemann und 26,5 % bildeten keine Familien. 20,8 % der Haushalte bestanden aus Einzelpersonen und in 5,9 % aller Haushalte lebte jemand im Alter von 65 Jahren oder mehr alleine. Die durchschnittliche Haushaltsgröße betrug 2,82 und die durchschnittliche Familiengröße 3,31 Personen.
Die Stadtbevölkerung verteilte sich auf 32,5 % Minderjährige, 7,7 % 18–24-Jährige, 36,8 % 25–44-Jährige, 17,1 % 45–64-Jährige und 5,8 % im Alter von 65 Jahren oder mehr. Das Durchschnittsalter betrug 36 Jahre. Auf jeweils 100 Frauen entfielen 100,0 Männer. Bei den über 18-Jährigen entfielen auf 100 Frauen 96,8 Männer.
Das mittlere Haushaltseinkommen in Chaska betrug 60.325 US-Dollar und das mittlere Familieneinkommen erreichte die Höhe von 69.612 US-Dollar. Das Durchschnittseinkommen der Männer betrug 45.401 US-Dollar, gegenüber 32.312 US-Dollar bei den Frauen. Das Pro-Kopf-Einkommen in Chaska war 25.368 US-Dollar. 4,7 % der Bevölkerung und 3,4 % der Familien hatten ein Einkommen unterhalb der Armutsgrenze, davon waren 5,9 % der Minderjährigen und 6,4 % der Altersgruppe 65 Jahre und mehr betroffen.

## Industrie
Chaska verfügt über zahlreiche Betriebe der Industrie und des verarbeitenden Gewerbes. Dazu gehören Unternehmen wie TPI Specialties, Update Ltd., Wigen Water Technologies und Hartman Homes.

## Politik
Chaska befindet sich im 2. Kongresswahlbezirk Minnesotas, vertreten durch den Republikaner John Kline. Er erhielt 2006 2,8 % progressiver und 88 % konservativer Stimmen im Repräsentantenhaus über eine Bandbreite an Themen.

## Sonstiges
Der über 7000 m lange Hazeltine National Golf Club war 2002 und 2009 Austragungsort der PGA Championship und wird im Jahre 2016 Schauplatz des Ryder Cup sein.

## Söhne der Stadt
- Edward Van Sloan (1882–1964), Schauspieler
- Shane Gersich (* 1996), Eishockeyspieler